# 47. п. н. е.

## Догађаји
- Цезар је отишао са Клеопатром на путовање Нилом, али се убрзо вратио. Побуна плебса у Риму, потиснута од Антонија. Шпанија се одваја од Цезара.
- Јун – Цезар се преселио у Малу Азију, организовао провинције, посетио Киликију, Кападокију и Галатију. Цезарова победа код Зеле над Фарнаком, сином Митридата VI. После ове победе, Цезар шаље извештај Сенату: „Вени, види, вици”. Цезар поставља Митридата за краља Босфора.
- 2. август - Гај Јулије Цезар побеђује трупе босфорског краља Фарнака II у бици код Зеле.
- Асандер, кога је Фарнак поставио за владара Босфора, проглашава се за краља.
- Цар Босфора Асандер се жениДинамидом, Фарнаковом кћерком.
- Антипатар је постављен за прокуриста Јудеје. Хиркан задржава ограничену моћ. Повећава се територија Јудеје, римски војници се уклањају из Јудеје.
- Нумидија постаје римска провинција